# Denneville
Denneville és un municipi francès situat al departament de la Manche i a la regió de Normandia. L'any 2007 tenia 531 habitants.

## Demografia

### Població
El 2007 la població de fet de Denneville era de 531 persones. Hi havia 252 famílies de les quals 92 eren unipersonals (32 homes vivint sols i 60 dones vivint soles), 92 parelles sense fills, 52 parelles amb fills i 16 famílies monoparentals amb fills.
La població ha evolucionat segons el següent gràfic:
Habitants censats

### Habitatges
El 2007 hi havia 774 habitatges, 255 eren l'habitatge principal de la família, 503 eren segones residències i 16 estaven desocupats. 745 eren cases i 3 eren apartaments. Dels 255 habitatges principals, 216 estaven ocupats pels seus propietaris, 29 estaven llogats i ocupats pels llogaters i 10 estaven cedits a títol gratuït; 11 tenien dues cambres, 57 en tenien tres, 77 en tenien quatre i 110 en tenien cinc o més. 218 habitatges disposaven pel capbaix d'una plaça de pàrquing. A 147 habitatges hi havia un automòbil i a 88 n'hi havia dos o més.

### Piràmide de població
La piràmide de població per edats i sexe el 2009 era:
| Homes | Edats   | Dones |
| ----- | ------- | ----- |
| 0     | 95 o +  | 1     |
| 3     | 90 a 94 | 1     |
| 2     | 85 a 89 | 5     |
| 8     | 80 a 84 | 6     |
| 18    | 75 a 79 | 21    |
| 15    | 70 a 74 | 25    |
| 18    | 65 a 69 | 27    |
| 22    | 60 a 64 | 22    |
| 11    | 55 a 59 | 13    |
| 11    | 50 a 54 | 11    |
| 11    | 45 a 49 | 11    |
| 15    | 40 a 44 | 14    |
| 10    | 35 a 39 | 11    |
| 23    | 30 a 34 | 15    |
| 11    | 25 a 29 | 12    |
| 5     | 20 a 24 | 6     |
| 14    | 15 a 19 | 14    |
| 9     | 10 a 14 | 11    |
| 14    | 5 a 9   | 8     |
| 10    | 0 a 4   | 16    |

## Economia
El 2007 la població en edat de treballar era de 281 persones, 188 eren actives i 93 eren inactives. De les 188 persones actives 177 estaven ocupades (97 homes i 80 dones) i 11 estaven aturades (5 homes i 6 dones). De les 93 persones inactives 54 estaven jubilades, 14 estaven estudiant i 25 estaven classificades com a «altres inactius».

### Ingressos
El 2009 a Denneville hi havia 263 unitats fiscals que integraven 545,5 persones, la mediana anual d'ingressos fiscals per persona era de 16.472 €.

### Activitats econòmiques
Dels 23 establiments que hi havia el 2007, 1 era d'una empresa alimentària, 1 d'una empresa de fabricació d'altres productes industrials, 5 d'empreses de construcció, 3 d'empreses de comerç i reparació d'automòbils, 2 d'empreses de transport, 4 d'empreses d'hostatgeria i restauració, 3 d'empreses immobiliàries, 2 d'empreses de serveis i 2 d'empreses classificades com a «altres activitats de serveis».
Dels 8 establiments de servei als particulars que hi havia el 2009, 1 era una oficina de correu, 1 paleta, 1 fusteria, 2 lampisteries, 1 electricista, 1 perruqueria i 1 agència immobiliària.
Dels 4 establiments comercials que hi havia el 2009, 2 eren botiges de menys de 120 m², 1 una botiga de menys de 120 m² i 1 una fleca.
L'any 2000 a Denneville hi havia 13 explotacions agrícoles que ocupaven un total de 345 hectàrees.

## Equipaments sanitaris i escolars
El 2009 hi havia una escola elemental.

## Poblacions més properes
El següent diagrama mostra les poblacions més properes.